# ディオスポスの画家

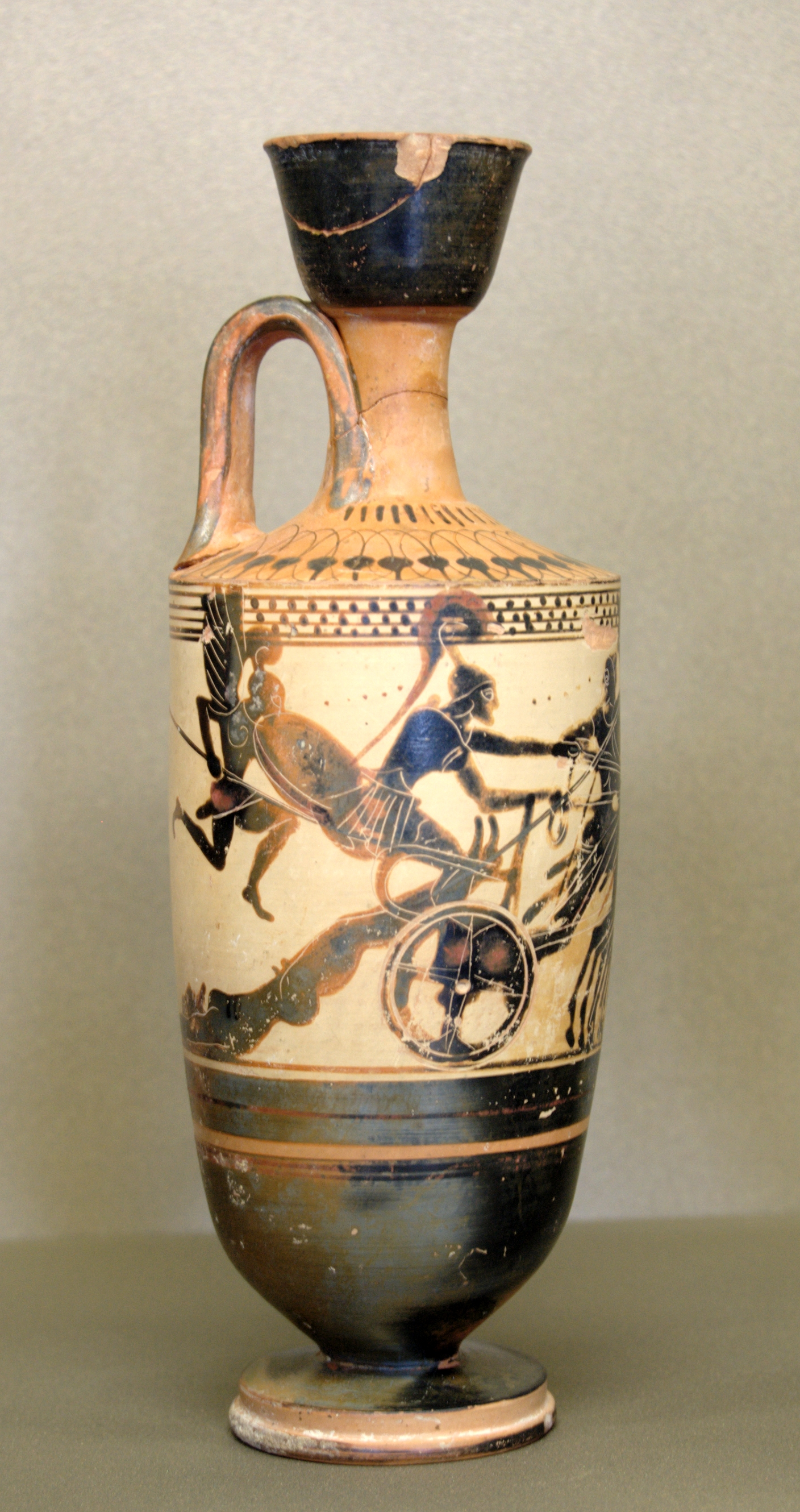
黒絵式レキュトス。ヘクトルの遺体を引きずるアキレウスを描いている。ルーヴル美術館所蔵。

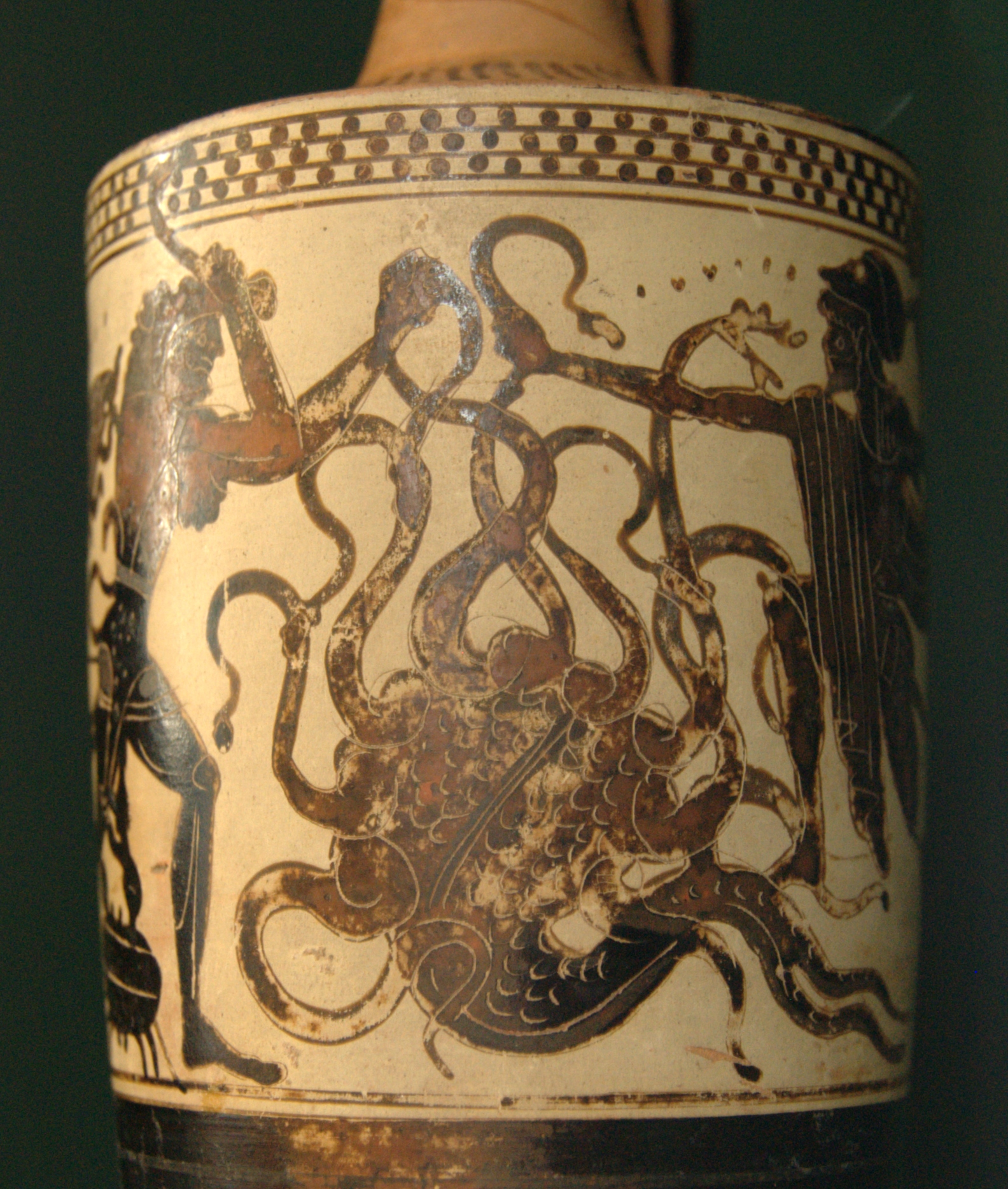
黒絵式レキュトス。レルネのヒュドラと戦うヘラクレスとイオラオスを描いている。ルーヴル美術館所蔵。

ディオスポスの画家（英: Diosphos Painter）は、古代ギリシアのアッティカ黒絵式陶器の画家である。活動時期は紀元前500年頃から前475年頃。本名は知られていない。
ディオスポスの画家は多作で、細長い形状の陶器レキュトスとアラバスターを専門とした。あまり目立たない黒像式陶器の画家のグループに属しているが、その様式には一貫性があり、独特の芸術的個性を示唆している。白地技法、シックス技法を使用している。

## ギャラリー

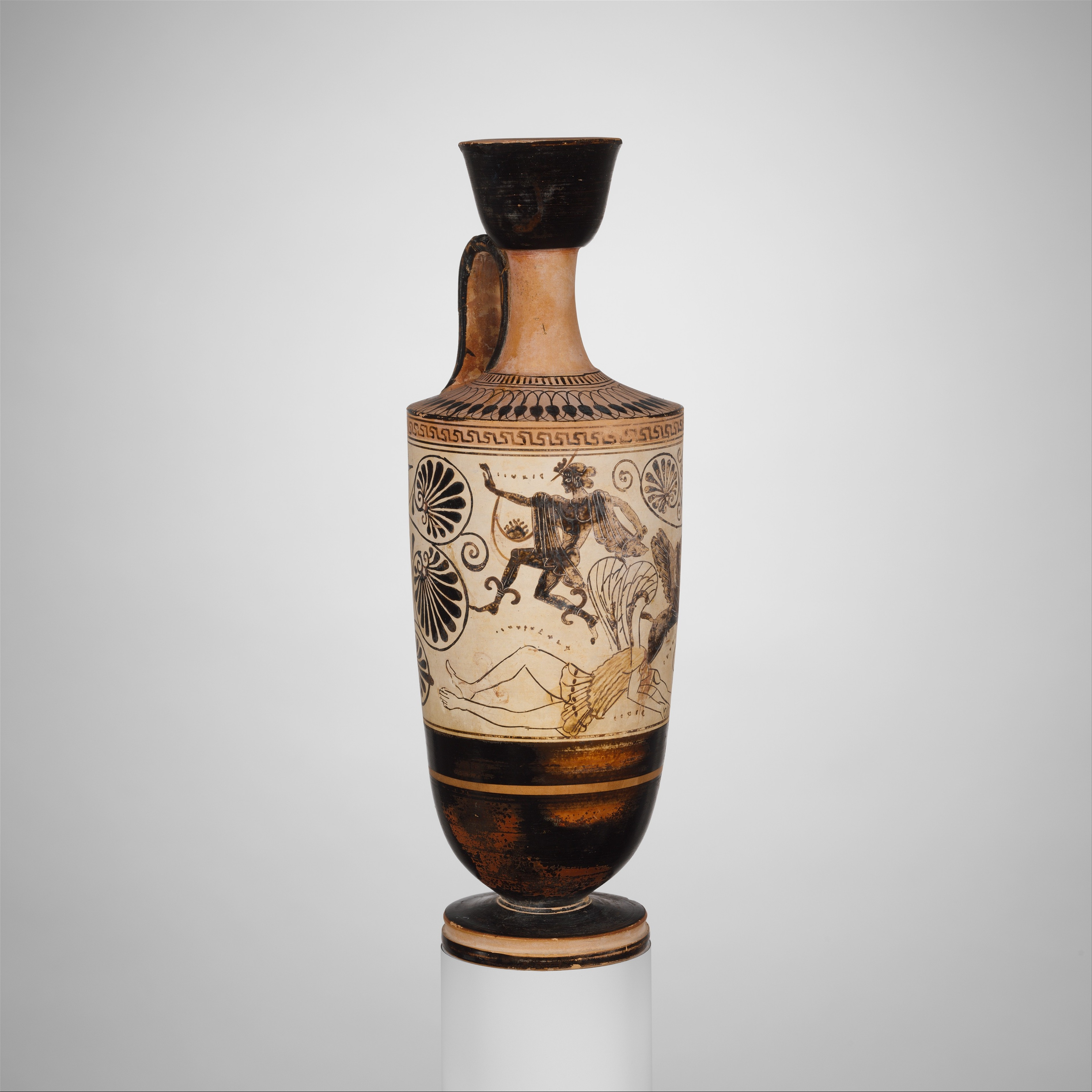
黒絵式レキュトス ゴルゴンを殺すペルセウス メトロポリタン美術館所蔵
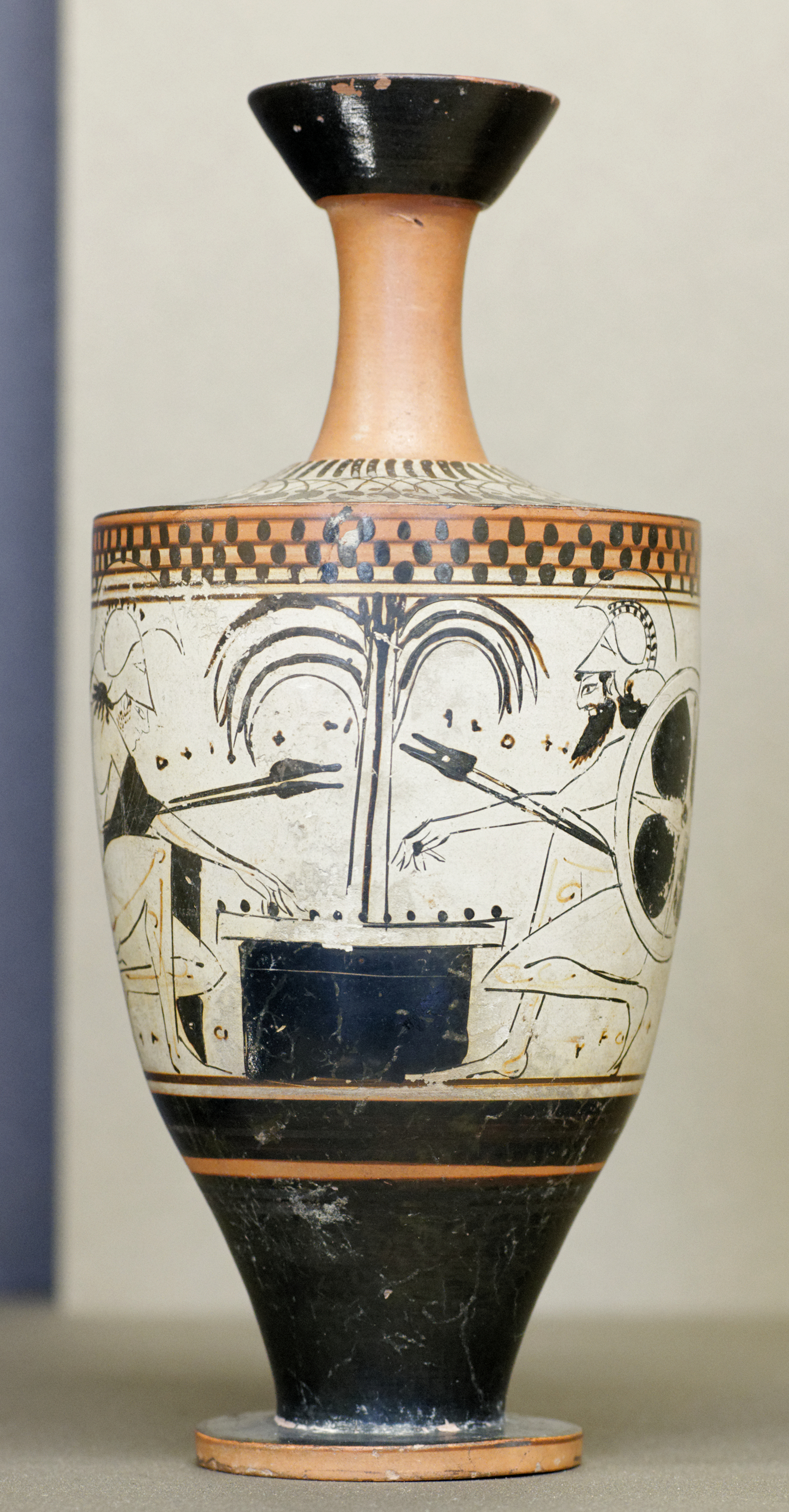
黒絵式レキュトス サイコロで遊ぶアキレウスと大アイアス ルーヴル美術館所蔵
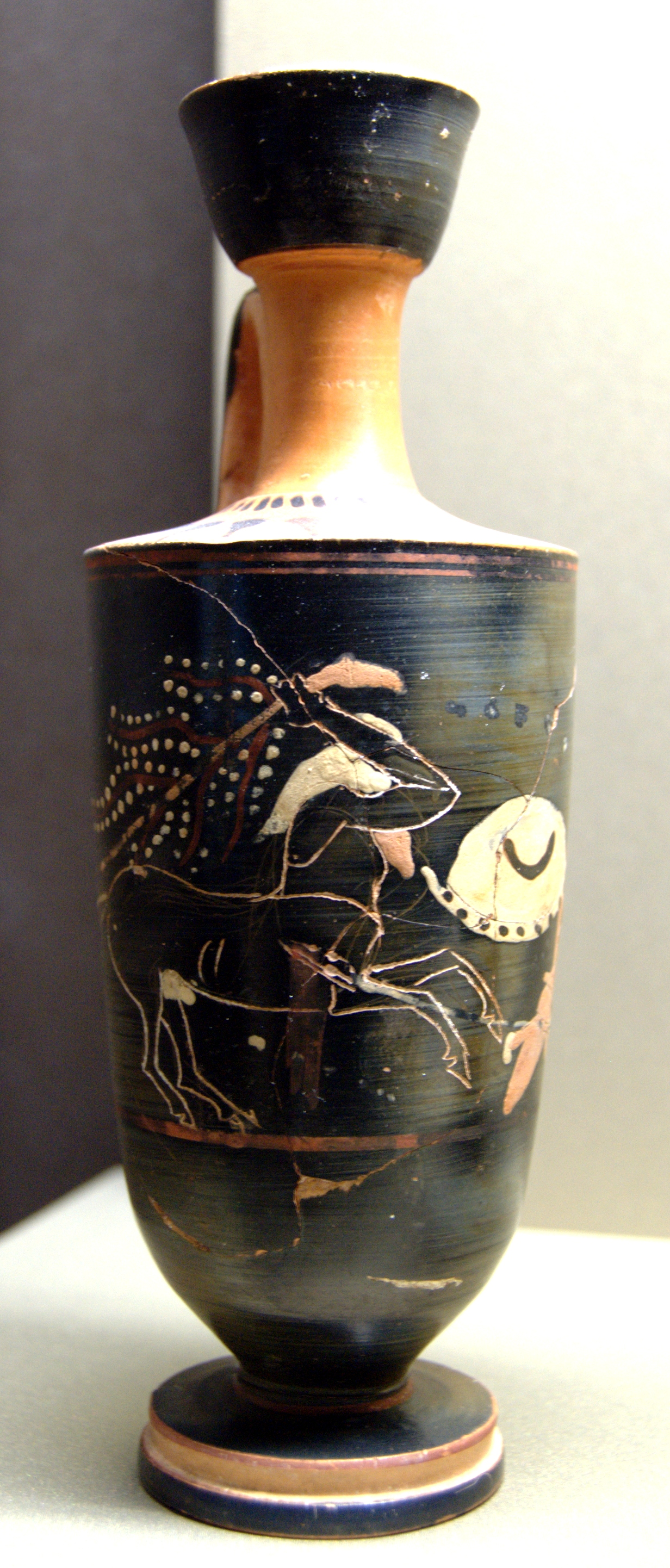
黒絵式レキュトス カイネウスとケンタウロス ルーヴル美術館所蔵
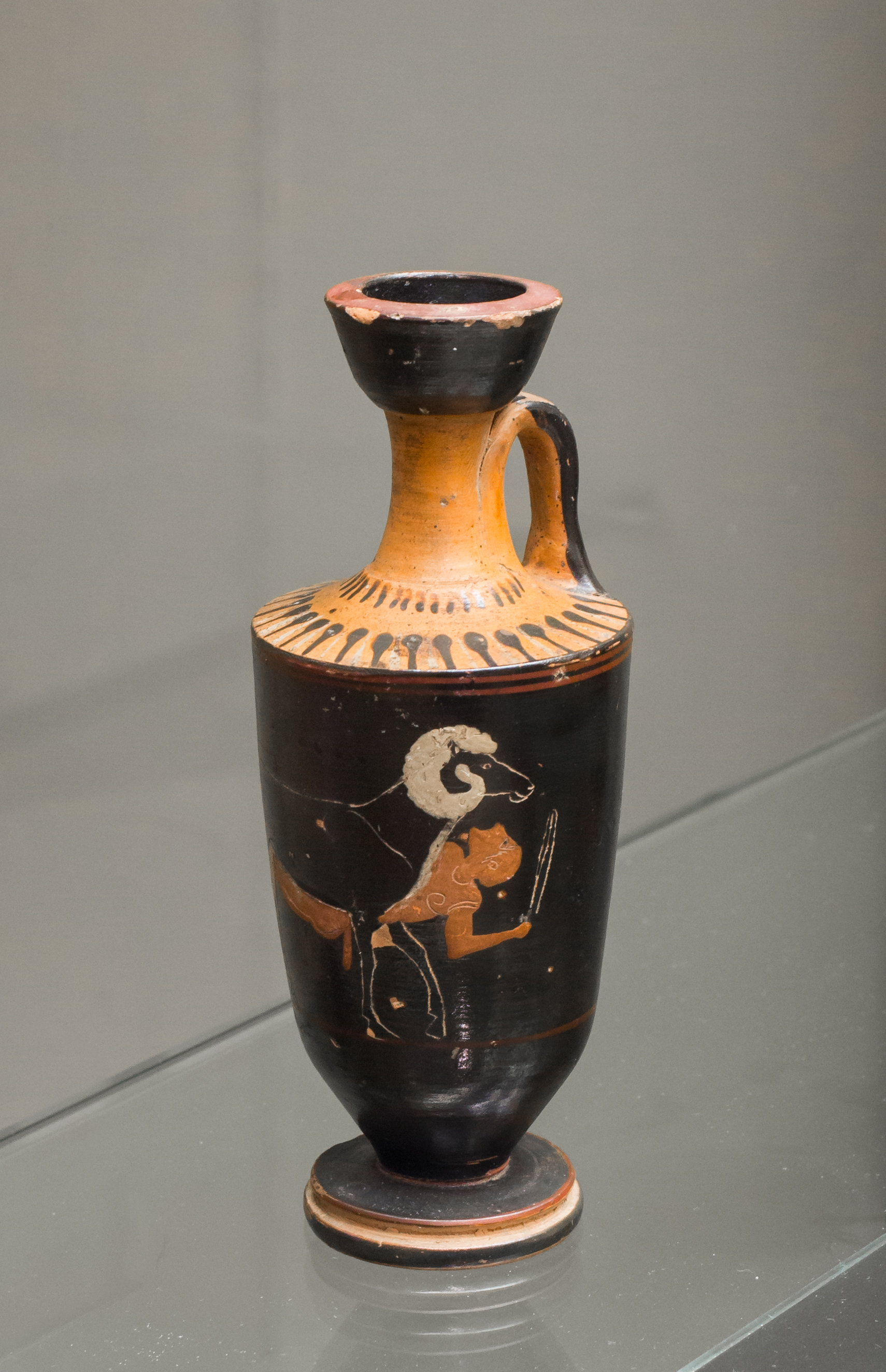
黒絵式レキュトス ポリュペモスから逃げるオデュッセウス 大英博物館所蔵
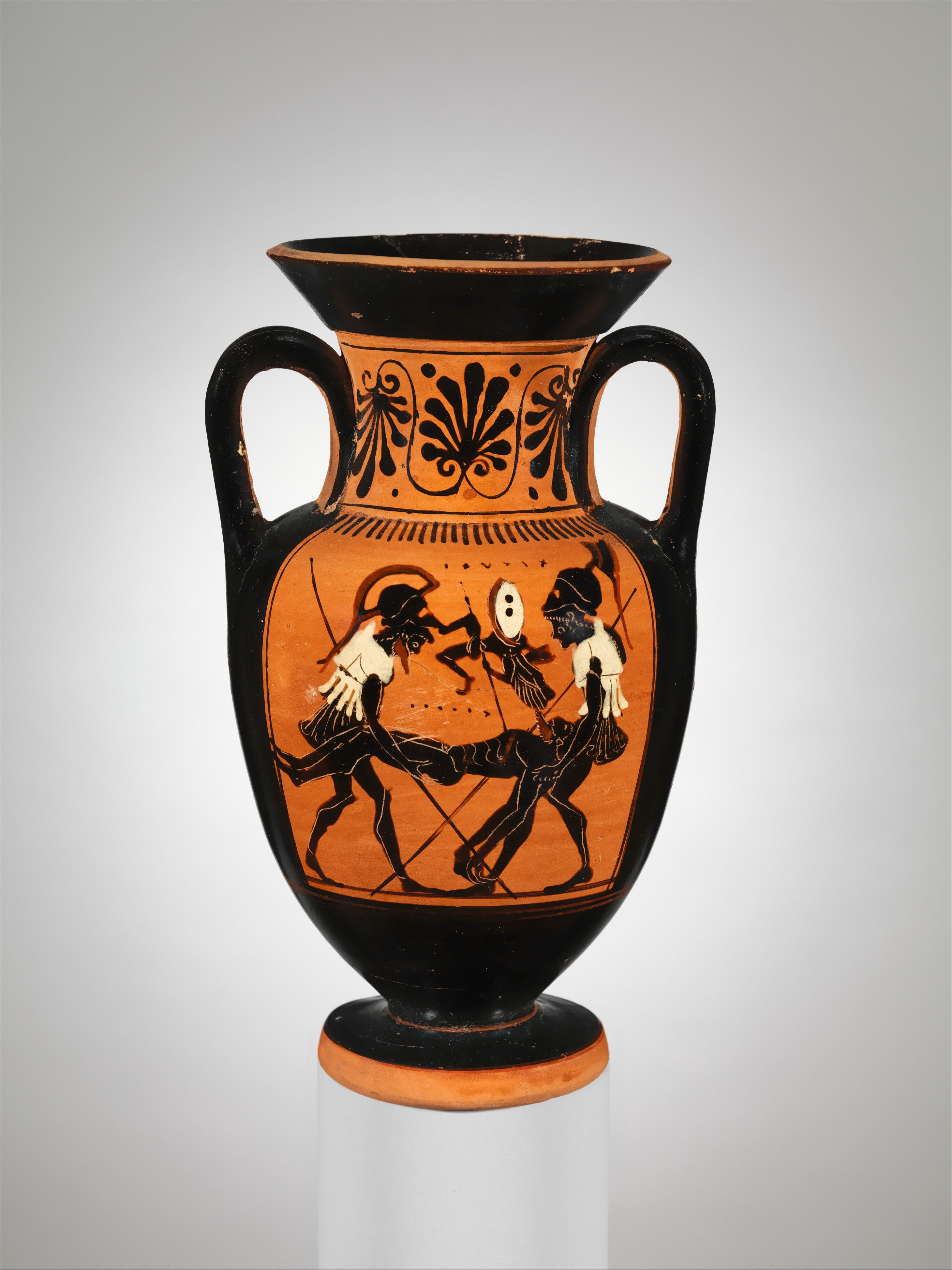
黒絵式アンフォラ サルペドンの遺体を運ぶタナトスとヒュプノス メトロポリタン美術館所蔵
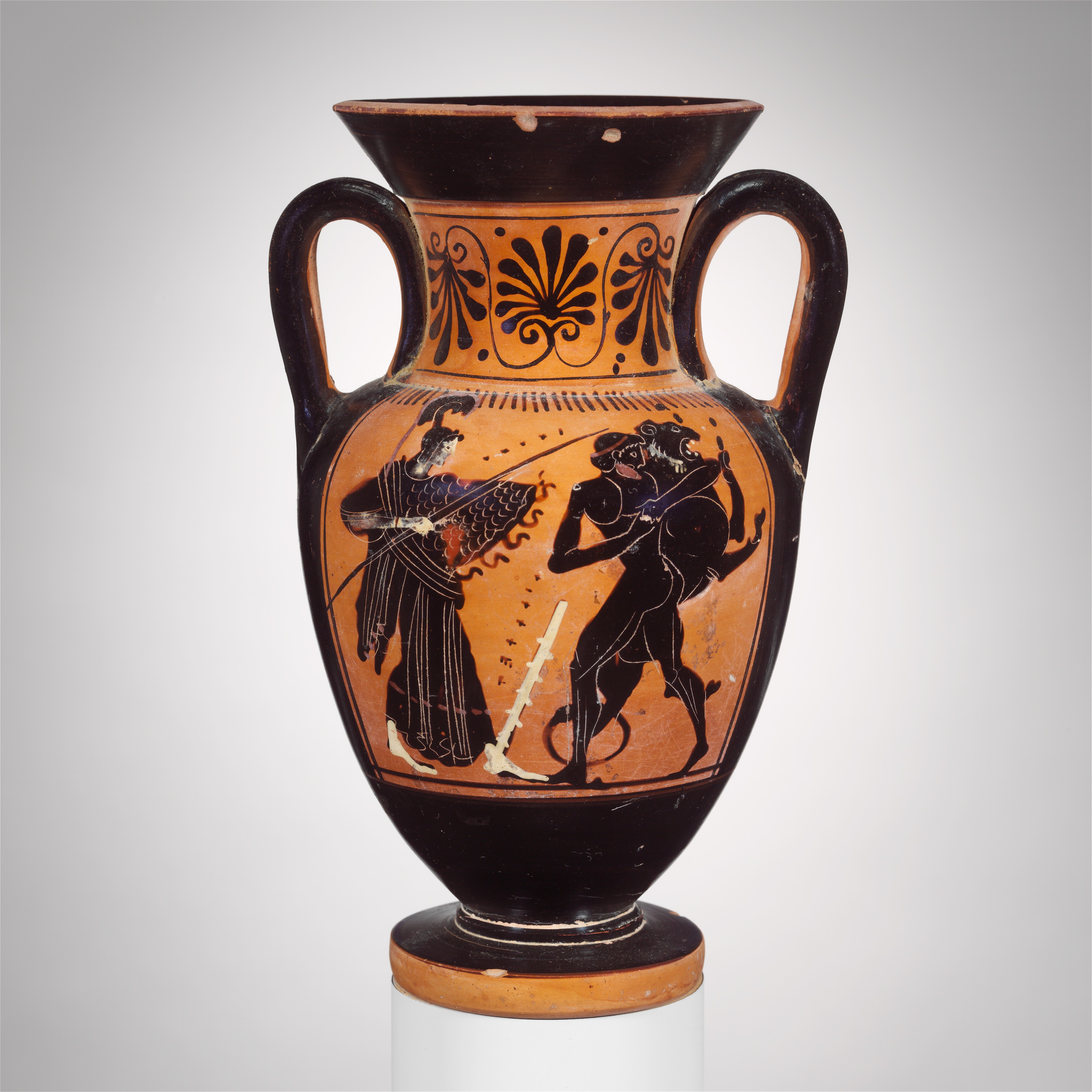
黒絵式アンフォラ ネメアのライオンと格闘するヘラクレス メトロポリタン美術館所蔵